# 照月 (駆逐艦)
照月（てるづき）は、大日本帝国海軍の駆逐艦。秋月型駆逐艦（一等駆逐艦）の2番艦である。艦名は「照りかがやく月」の意味。アメリカ海軍は、秋月型について「照月級駆逐艦」（1番艦「照月」、2番艦「秋月」）と識別していた。

## 概要
日本海軍が太平洋戦争で運用した秋月型駆逐艦の2番艦。三菱長崎造船所で建造された。
1942年（昭和17年）8月31日に竣工し、10月7日に新編の第61駆逐隊に所属した。南東方面に出撃後、10月下旬の南太平洋海戦や11月中旬の第三次ソロモン海戦に参加した。第三次ソロモン海戦では、11月12日から13日にかけての夜戦、戦艦「比叡」救援、11月14日の夜戦と戦艦「霧島」の救助に従事した。
12月12日、第二水雷戦隊旗艦（司令官田中頼三少将）としてガダルカナル島への輸送作戦に従事中、魚雷艇の雷撃で喪失。秋月型最初の沈没艦となった。
艦名は海上自衛隊の初代あきづき型護衛艦2番艦「てるづき」、2代あきづき型護衛艦2番艦「てるづき」に継承された。

## 戦歴

### 実戦投入まで
1939年（昭和14年）度（④計画）の第105号艦。1940年（昭和15年）11月1日、三菱長崎造船所で戦艦「武蔵」が進水すると、日本海軍は武蔵進水後の船台で秋月型駆逐艦を並べて建造することにした。当初は秋月型4隻を同時建造の予定だったが、実際には2隻ずつ並んでの建造となる。
11月13日、「照月」は三菱重工業長崎造船所で起工。10月25日、第105号艦は「照月」と命名される。同日附で秋月型駆逐艦に類別される。
命名直前の9月12日に内示された『昭和17年度海軍戦時編制』によれば、秋月型3隻（秋月、照月、初月）は第25駆逐隊となり、第25駆逐隊は空母「鳳翔」および特設航空母艦2隻と第七航空戦隊を編制予定であった。だがこの編制を実現する前に太平洋戦争が勃発したため、秋月型3隻が「鳳翔」と実戦に参加する事はなかった。
「照月」は真珠湾攻撃直前の11月21日に進水した。
1942年（昭和17年）7月20日、折田常雄中佐（駆逐艦「浜風」初代駆逐艦長）は照月艤装員長に任命される。7月22日、照月艤装員事務所は事務を開始した。
「照月」は8月31日に竣工して、佐世保鎮守府籍となる。同日附で照月艤装員事務所を撤去した。折田艤装員長も制式に駆逐艦長となった。佐世保に回航後、9月6日同地を出発する。9月8日、横須賀に到着。9月30日に残工事を終えた。

### 南太平洋海戦
日本海軍は1942年（昭和17年）10月7日付で秋月型2隻（秋月、照月）により第61駆逐隊を編成した（駆逐隊司令則満宰次大佐）。編制と同時に第61駆逐隊は、第三艦隊（司令長官南雲忠一中将）・第十戦隊（司令官木村進少将）に編入される。10月10日、「照月」は横須賀を出港する。10月14日、トラック諸島に到着する。
「照月」は直ちに機動部隊本隊（第三艦隊司令長官・南雲忠一中将、参謀長・草鹿龍之介少将：旗艦「翔鶴」）と合流して出撃した。10月22日から23日にかけて重巡洋艦「筑摩」と共に艦隊から分離、2隻だけで南雲機動部隊南方を捜索した。だがアメリカ軍を発見できず、「筑摩」は南雲機動部隊前衛艦隊に、「照月」は南雲機動部隊本隊に合流した。
10月26日の南太平洋海戦における「照月」は、南雲中将直率の第一航空戦隊（翔鶴、瑞鶴、瑞鳳）の直衛についた。随伴艦は重巡洋艦「熊野」と駆逐艦8隻（第4駆逐隊〈嵐、舞風〉、第16駆逐隊〈初風、雪風、天津風、時津風〉、第17駆逐隊〈浜風〉、第61駆逐隊〈照月〉）という編成である。
戦闘の初期、SBD爆撃機2機（空母「エンタープライズ」所属機）の奇襲により「瑞鳳」が被弾、発艦不能となり戦線離脱を余儀なくされた。つづく米空母2隻（エンタープライズ、ホーネット）艦載機の攻撃により機動部隊前衛部隊に所属していた「筑摩」が大破。機動部隊本隊では旗艦「翔鶴」が大破した。「照月」は「翔鶴」直衛として対空戦闘中に至近弾を受け、若干の損傷を受けた。照月主計長は、本艦の損傷は空襲中ではなくアメリカ軍飛行艇の夜間爆撃によると回想している。7名が戦死した。また南雲長官（機動部隊司令部）は大破した「翔鶴」から「照月」に移乗する予定だったが、「照月」不在のため「嵐」に移動した。中島親孝第三艦隊通信参謀によれば、「照月」は出撃前の打ち合わせに参加していなかったため、いつのまにか「翔鶴」から離れていたという。「照月」は海戦後の10月29日、トラック泊地に到着し、工作艦「明石」による修理を受けた。

### 第三次ソロモン海戦
南太平洋海戦後、「しばらくは空母同士の戦いは起こらないだろう」という判断により、第十戦隊は第二艦隊（司令長官近藤信竹中将）の指揮下に入る。次いで11月9日、第十戦隊は挺身攻撃隊（指揮官/第十一戦隊司令官阿部弘毅少将：旗艦「比叡」）に編入されてトラックを出撃し、ガダルカナル島沖に向かう。
11月12日深夜からの第三次ソロモン海戦（12日夜戦・第一次会戦）では、ダニエル・J・キャラハン少将のアメリカ第65任務部隊とノーマン・スコット少将のアメリカ第64任務部隊と交戦する。
日米双方の艦隊が混乱する中、「照月」は10センチ主砲160発、25ミリ機銃200発を発射し、「敵巡洋艦1隻・駆逐艦6隻と交戦し駆逐艦1隻撃沈・全隻に命中弾」と報告。第十一戦隊司令部より「駆逐艦1隻撃沈、駆逐艦4隻撃破」と認定された。
第一夜戦後の「照月」は、戦艦「霧島」の避退を護衛したのち、損傷した「比叡」（艦長西田正雄大佐）の直衛にあたった。第十戦隊司令官・木村少将より命令を受けた「照月」は、舵故障のためサボ島周辺海域から離れられない「比叡」に合流する。日の出後、「比叡」および護衛駆逐艦（照月、雪風、時雨、白露、夕暮）はアメリカ軍航空隊の波状攻撃を受けた。「照月」は駆逐艦「雪風」（「比叡」より阿部少将座乗、臨時旗艦）、第27駆逐隊（時雨、白露、夕暮）と共に対空戦闘を行う。「照月」による比叡操舵補助も試みられたものの失敗。複数の爆弾と魚雷が命中した「比叡」は放棄され、駆逐艦5隻は艦長・西田大佐をふくむ「比叡」の乗組員を収容して戦場を離脱した。「照月」には比叡乗組員約70-80名が移乗している。深夜、駆逐艦5隻は現場にもどるが「比叡」の姿はなく、沈没したと認めて北上した。
前進部隊指揮官・近藤第二艦隊司令長官は、挺身攻撃隊残存部隊を収容すると艦隊の再編を実施した。
「照月」は戦艦「霧島」の後方警戒を命じられる。11月14日夜の夜戦（第三次ソロモン海戦・第三次会戦）における「照月」は、前進部隊（指揮官：近藤中将。旗艦「愛宕」）の指揮下にあり、ウィリス・A・リー少将の第64任務部隊（戦艦2・駆逐艦4）と交戦した。
砲戦時、射撃隊は「朝雲」-「照月」-「愛宕」（旗艦）-「高雄」-「霧島」という単縦陣であったという。「照月」は米戦艦「サウスダコタ (USS South Dakota, BB-57) 」を砲撃したが、魚雷発射の機会には恵まれなかった（愛宕11本、高雄8本、朝雲4本発射、全て命中せず）。この夜戦で「霧島」が米戦艦「ワシントン (USS Washington, BB-56) 」の砲撃で航行不能となった。「霧島」艦長岩淵三次大佐は駆逐艦による曳航によりガ島に擱座することを試みたが、「霧島」の曳航は不可能であった。「照月」は「朝雲」、「五月雨」と共に「霧島」乗組員救助を命じられた。沈没寸前の「霧島」は「朝雲」「照月」に横付けを依頼、だが「照月」の接舷が遅れ乗組員の大半と御真影は、先に横付けした「朝雲」1隻に移動した。「照月」は「霧島」の艦尾に接近して乗員救助を行おうとしたが、沈降に巻き込まれそうになったので離れざるを得なかった。「霧島」沈没後、3隻（朝雲、照月、五月雨）は海上に脱出した乗組員を救助する（艦長・岩淵大佐をふくめ、合計准士官以上69、下士官兵1031名）。救助終了後、ガダルカナル島海域を離れた。
海戦後、11月18日にトラックに帰投した。再び「明石」の世話になり、11月28日に整備が終わる。また、11月20日から12月1日の間は第十戦隊旗艦を務め、その後軽巡洋艦「阿賀野」に旗艦を譲った。

### 沈没
第三次ソロモン海戦は、日本海軍の敗北で終わった。この海戦により輸送船団が壊滅状態になると、帝国海軍は駆逐艦にドラム缶を搭載してガダルカナル島へおくりとどける強行輸送作戦（鼠輸送）、通称『ドラム缶輸送』を実施する。増援部隊指揮官田中頼三少将（第二水雷戦隊司令官）の指揮下で実施された第一次ドラム缶輸送作戦（11月30日）は、米艦隊に迎撃され夜間水雷戦闘となった（ルンガ沖夜戦）。駆逐艦「高波」の喪失に対し米重巡1隻を撃沈、3隻を大破させたが、輸送作戦そのものは失敗した。
連合艦隊司令部はルンガ沖夜戦の戦訓から警戒駆逐艦の増強を決定し、12月1日附で駆逐艦3隻（照月、第17駆逐隊〈浦風、谷風〉）を外南洋部隊に編入した。12月3日、「照月」はトラック泊地を出港直後に座礁してスクリューを傷つけ、修理後の12月5日に再出撃した。
12月7日、ショートランド諸島に進出後、増援部隊に編入された。同時に、第二水雷戦隊（田中少将）司令部が乗艦してその旗艦となる。
同日夕刻、第15駆逐隊司令佐藤寅治郎大佐の指揮下で実施された第三次ドラム缶輸送作戦に参加していた陽炎型駆逐艦「野分」が空襲により大破、駆逐艦3隻（長波、嵐、有明）の護衛下でショートランド泊地へ引き返した。「照月」は救援のために出動、野分隊を掩護して泊地へ戻った。また輸送作戦も米軍機と魚雷艇の襲撃により中止、揚陸を断念してショートランドへ戻った。
12月10日にはショートランドにB-17が飛来して爆撃を行い、タンカー「富士山丸」（飯野海運、9,527トン）と「東亜丸」（飯野海運、10,052トン）が損傷したため、駆逐艦3隻（照月、嵐、涼風）はその救援にあたった。
12月11日、山本五十六連合艦隊司令長官は各方面に「今次ノ駆逐艦輸送ニ期待スルトコロ極メテ大ナリ、有ラユル手段ヲ講ジ任務達成ニ努メヨ」と激励した。昼過ぎ、増援部隊（第二水雷戦隊）
はガダルカナル島への第四次輸送作戦のためショートランドを出撃する。
その戦力は、二水戦旗艦以下、
夕刻前、第四次輸送部隊は戦闘機6機、急降下爆撃機20機に襲われたが、損傷はなかった。「照月」「嵐」「長波」により2機撃墜と記録されている。22時過ぎにはサボ島南方で魚雷艇の一隊と交戦し、第24駆逐隊（涼風、江風）により撃退と判断した。やがて輸送隊をエスペランス岬に入泊させ、警戒隊は外洋で警戒にあたる。「照月」は、「嵐」－「長波」－「照月」という単縦陣の最後尾に位置していたという。照月主計長の回想によれば、ここで田中少将は微速行進中の艦に停止命令を出した。アメリカ軍魚雷艇の存在を懸念する意見もあったが、田中少将は「航跡の白さが上空の敵機の爆撃目標になる」と主張していた。
同日、魚雷艇母艦に率いられた米軍魚雷艇（PTボート）群は、すでにガダルカナル島北岸に展開していた。魚雷艇3隻（PT37、PT40、PT48）が日本艦隊を襲撃する。23時ごろ、アメリカ軍魚雷艇によると思われる魚雷2本が「照月」の左舷後部に命中した（魚雷艇を発見できないままに被雷）。舵と左舷主機が使用不能、航行不能となり重油や弾薬に引火して大火災となった。この状況下、別の魚雷艇2隻（PT44、PT110）も戦場に到着した。
被雷から約30分後、足を負傷した田中少将および第二水雷戦隊司令部は、駆逐艦「長波」（第31駆逐隊）に移った。第4駆逐隊司令有賀幸作大佐が指揮する「嵐」が「照月」の艦首部に接舷し、乗員救助と消火作業にあたった。「照月」は絶望と判断した折田（照月艦長）は機関長にキングストン弁を開いて自沈を命じ、実行された。米軍魚雷艇の再襲撃や離脱距離を考慮したため、自沈を決定したともされる。
12月12日午前1時15分、総員退去となる。自沈処理完了。放棄された「照月」は午前2時40分に沈没した。沈没位置はサボ島の210度6.7海里地点、南緯09度13分 東経159度46分 / 南緯9.217度 東経159.767度。
「嵐」は「照月」の乗員138名と第二水雷戦隊司令部員27名を救助するも、アメリカ軍魚雷艇が執拗に襲ってくるため救助作業を打ち切った。艦長の折田中佐以下残る乗員156名（准士官以上17、下士官兵139）は、ボートでガダルカナル島カミンボ岬に上陸した。ガダルカナル島に上陸した「照月」乗組員は、後日、輸送のために到着した潜水艦部隊（伊10、伊20、伊21、伊31、伊168）等に便乗し、同島を離れた。
1943年（昭和18年）1月15日、「照月」は第61駆逐隊より外された。書類上、「照月」は第四予備艦として扱われた。折田中佐も艦長職を解かれ、横須賀鎮守府での待機を命じられた。
1月20日をもって、「照月」は秋月型駆逐艦、帝国駆逐艦籍より除籍された。

### 船体の発見
2025年（令和7年）7月11日、アメリカの調査団体「オーシャン・エクスプロレーション・トラスト（OET）」の無人探査機が、水深800メートルの海底に沈む照月の船体を発見した。

## 歴代艦長
※『艦長たちの軍艦史』353-354頁による。

### 艤装員長
1. 折田常雄 中佐：1942年7月20日[18] -

### 駆逐艦長
1. 折田常雄 中佐：1942年8月31日[24] - 1943年1月15日[135]

### 注
1. ↑  日本時間12月11日深夜に被雷して日付変更直後に沈没したため、日本駆逐艦物語 1993, p. 290など12月11日沈没とする資料もある。
2. ↑  秋月型駆逐艦では当初装備されたのは水中探信儀のみで、水中聴音機は後日装備とされた。「秋月」への装備が1944年8月〜10月末の間であり、「照月」へは装備する機会がなかったと推測される[1][2]。
3. ↑  挺身攻撃隊[49]
  - 第十一戦隊：比叡、霧島
  - 第十戦隊：旗艦「長良」、第16駆逐隊（雪風、天津風）、第6駆逐隊（暁、雷、電）、第61駆逐隊（照月）
  - 第四水雷戦隊：旗艦「朝雲」、第2駆逐隊（村雨、五月雨、夕立、春雨）、第27駆逐隊（時雨、白露、夕暮）

このうち第27駆逐隊は後方警戒のため夜戦には不参加[50]。
4. ↑  近藤中将直率のガダルカナル島攻撃隊[72]
  - 射撃隊：第四戦隊（愛宕、高雄）、霧島、長良、雷、五月雨
  - 直衛隊：四水戦旗艦（朝雲）、第11駆逐隊（白雪、初雪〉、61駆（照月）
  - 掃討隊：軽巡「川内」、第19駆逐隊（浦波、敷波、綾波）
5. ↑  旗艦「照月」以下、
  - 第31駆逐隊：長波
  - 第15駆逐隊：陽炎、黒潮、親潮
  - 第17駆逐隊：谷風、浦風
  - 第24駆逐隊：江風、涼風
  - 第4駆逐隊（嵐）
  - 第27駆逐隊（有明）

という編成で[107][108][109]、
  - 警戒隊：照月、長波、涼風、江風、有明
  - 輸送隊：親潮、黒潮、陽炎、谷風、浦風、嵐

という区分であった[110]。
6. ↑  写真日本の軍艦11 1990, p. 172では「自沈」、遠藤 1975, p. 199では「自沈処置を取り、12月12日0240自沈確認」とある